# الزراعة في إسرائيل

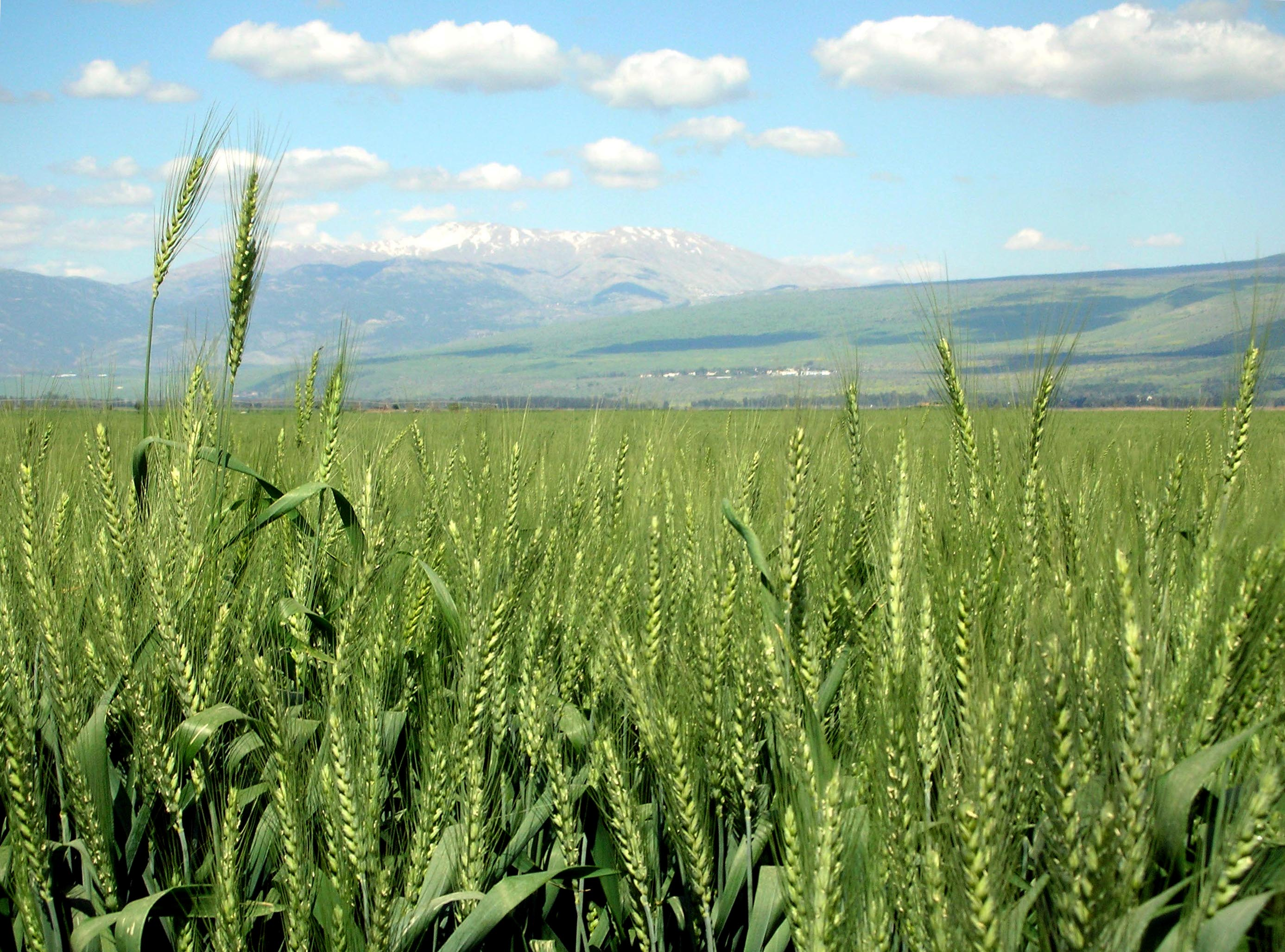
زراعة القمح في بحيرة الحولة شمال إسرائيل

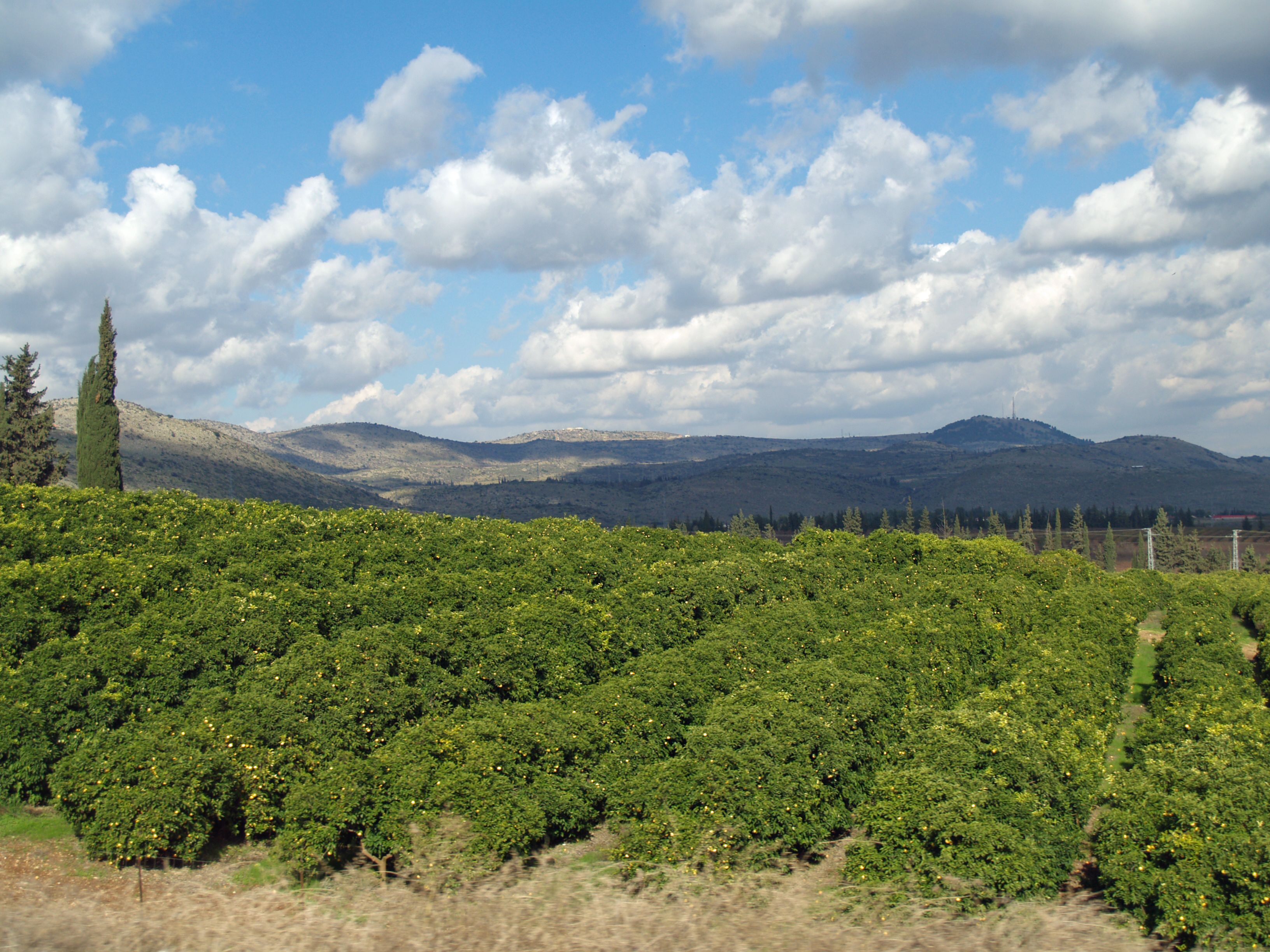
حقول البرتقال الجليل

الزراعة في إسرائيل هي أحد القطاعات الاقتصادية الهامة في إسرائيل حيث تشكل 2.5% من مجموعا الناتج المحلي و3.6% من صادرات إسرائيل، ويوظف القطاع الزراعي حوالي 3.7% من مجموع العمال في إسرائيل، ويتم إنتاج ما يصل إلى 95% من احتياجاتها الغذائية للدولة داخل إسرائيل، وعلى الرغم من كل ذلك يواجه القطاع الزراعي العديد من التحديات والصعوبات التي تحد من نموه، إذ أن نصف أراضي إسرائيل عبارة عن أراضي صحراوية كما أن الموارد المائية والطقس لا يساعدان على جعل القطاع الزراعي جذابا من الناحية الاقتصادية فضلا عن أن 20% من الأراضي في إسرائيل فقط صالحة للزراعة، ويتواجد في إسرائيل نوعان من المجتمعات الزراعية هما الكيبوتسات والموشاف.

## الإنتاج الزراعي

### المحاصيل
تأتي في مقدمة المحاصيل الزراعية القمح الذي يزرع بكثرة في وسط وشمال أسرائيل في كل من حيفا وعكا واطراف تل ابيب وغيره من المناطق . كما تزرع الذرة الصفراء في السهول بين شمال النقب إلى بحيرة الطبرية . ويزرع العديد من المحاصيل الأخرى مثل الشعير والرز والقطن وكذلك التبغ وغيرها من المحاصيل . اما الخضار فالطماطة في المركز الأول بعد البطاطس ويزرع أيضا الجزر والبصل والفلفل وغيرها في المناطق الريفية . أما الفاكهة فيزرع الزيتون بكثير من المناطق الوسطى والجنوبية والحمضيات في أغلب إسرائيل وهو يصدر بكميات كبيرة فضلاً عن زراعة النخيل والعنب والتين والتفاح وكذلك تربية النحل في معظم المزارع ؛ كما يعتبر الزراعة في إسرائيل من الزراعات المتطورة نسبيا بسبب استخدام الالات الحديثة والمكائن المتطورة في الزراعة وكذلك الاسمدة الكيميائية وطرق الري الحديثة وكذلك الدورة الزراعية .

### الثروة الحيوانية
يربى عدد محدود من البقر في ريف تل ابيب وفي بعض مناطق عكا وطبريا وفي النقب للاكتفاء الذاتي وللتصدير ان زاد الإنتاج عن حده كما يربى الغنم والماعز لغرض إنتاج الحوم والحليب .

### الثروة السمكية
ان إسرائيل تطل على شريط ساحلي طويل نسبيا لذلك يعتبر نشاط الصيد البحري من الانشطة المهمة. تصطاد الاسماك للاكتفاء الذاتي وللتصدير. ومن بين أنواع الأسماك التي تصطاد, التونة والسلمون وبعض الأنواع الأخرى من الاسماك.